# Werkholz
Werkholz, schweizerisch Werchholz, ist eine bis Anfang des 20. Jahrhunderts gebrauchte Bezeichnung für den Teil des Rohholzes, der zur weiteren Verarbeitung als Schnittholz für Tischlereien und Bauholz für Zimmereien vorgesehen ist.
Daneben wurde der Begriff auch für Werkzeuge mit hölzernen Stielen verwendet.
Im Deutschen Wörterbuch von Jacob und Wilhelm Grimm wurde Werkholz als „nutzholz, bauholz und blockholz[…, als Holz] welches wegen seines geraden oder krummen wuchses, seiner härte und dauer, mancherley ländlichem und städtischem geräthe sich nützlich brauchen läszt“ oder als Holz zum Schnitzen und somit für vielfältige Verwendung beschrieben. Dagegen trennte Meyers Konversations-Lexikon bei der Beschreibung der Holzarten oft Werk- von Bauholz, manchmal zusätzlich noch von Nutzholz.
Werkholz für die Feuerung im Hüttenwesen wurde Treibeholz oder Treibholz genannt und hatte eine festgelegte Länge.
Ansonsten wurde eine Unterscheidung zwischen Werkholz und Brennholz getroffen, welches den Qualitätsansprüchen nicht genügte.